# Andy Linden (attore)
Andy Linden (Norwich, 28 novembre 1975) è un attore britannico, noto principalmente per il ruolo di Mundungus Fletcher nel film Harry Potter e i Doni della Morte - Parte 1.

## Filmografia

### Attore

#### Cinema
- Punch, regia di David Yates - cortometraggio (1996)
- Lord of Misrule, regia di Guy Jenkin (1996)
- Take a Girl Like You, regia di Andrew Davies (2000)
- Lucky Break, regia di Peter Cattaneo (2001)
- La vera storia di Jack lo squartatore - From Hell, regia di Albert e Allen Hughes (2001)
- The Visitor, regia di Dan Castle (2002)
- The Case, regia di Wang Fen (2002)
- Oliver Twist, regia di Roman Polański (2005)
- All in the Game, regia di Jim O'Hanlon (2006)
- Rise of the Footsoldier, regia di Julian Gilbey (2007)
- RocknRolla, regia di Guy Ritchie (2008)
- Moonacre - I segreti dell'ultima luna, regia di Gábor Csupó (2008)
- Being Danny's Dire, regia di Alexander Jovy (2009)
- Huge, regia di Ben Miller (2010)
- Harry Potter e i Doni della Morte - Parte 1 (Harry Potter and the Deathly Hallows: Part I), regia di David Yates (2010)

#### Televisione
- The Management – serie TV, 6 episodi (1988)
- Hale and Pace – serie TV, 5 episodi (1988-1993)
- Chancer – serie TV, 11 episodi (1990)
- Metropolitan Police – serie TV, 7 episodi (1991-2009)
- Poirot (Agatha Christie's Poirot) – serie TV, episodio 6x02 (1995)
- State of Play – miniserie TV, 1 puntata (2003)
- Roma (Rome) – serie TV, episodio 2x04 (2007)
- Merlin – serie TV, episodio 1x02 (2009)
- Law & Order: UK – serie TV, episodio 4x04 (2010)
- Stella – serie TV, 6 episodi (2012-2013)
- Count Arthur Strong – serie TV, 20 episodi (2013-2017)
- The Musketeers – serie TV, episodio 3x02 (2016)

### Doppiatore
- Harry Potter e i Doni della Morte - Parte 1 (Harry Potter and the Deathly Hallows: Part I) – videogioco (2010)
- LEGO Lo Hobbit (Lego The Hobbit: The Video Game) – videogioco (2014)
- Warhammer 40,000: Dawn of War III – videogioco (2017)